# Roodrugwinterkoning
De roodrugwinterkoning (Campylorhynchus capistratus) is een zangvogel uit de familie Troglodytidae (winterkoningen).

## Verspreiding en leefgebied
Deze soort telt 6 ondersoorten:
- C. c. nigricaudatus: zuidwestelijk Mexico.
- C. c. capistratus: van El Salvador tot noordelijk Costa Rica.
- C. c. xerophilus: de Motaguavallei (Guatemala).
- C. c. castaneus: van Guatemala tot Honduras.
- C. c. nicaraguae: Nicaragua.
- C. c. nicoyae: schiereiland Nicoya (noordwestelijk Costa Rica).